# Oceanodroma monteiroi
Oceanodroma monteiroi е вид птица от семейство Hydrobatidae. Видът е световно застрашен, със статут Уязвим.

## Разпространение
Видът е разпространен в Португалия.